# 昆明恒隆広場
昆明恒隆広場（こんめいこうりゅうひろば、スプリングシティ66、中国語: 昆明恒隆广场、英語: Spring City 66）は、中華人民共和国昆明市盤竜区に位置する超高層ビルである。

## 概要
2011年11月、昆明市国土資源局は「国有建設用地使用権譲渡契約書」に署名した。
コーン・ペダーセン・フォックスと王董国際によって設計され、恒隆地産が2013年に着工した。2012年11月28日、オープンセレモニーおよびテープカットが行われた。2019年8月23日、正式にオープンした。地上61階および地下4階であり、総建築面積は432,000m2である。ショッピングセンターをはじめ、オフィスビル、超高層マンションがある。
2021年7月26日、恒隆地産はハイアットホテルアンドリゾーツと協力し、初のサービスアパートメント販売プロジェクト「昆明グランドハイアットレジデンス」を立ち上げたことを発表した。